# Ilyocryptus spinifer
Ilyocryptus spinifer är en kräftdjursart som beskrevs av Herrick 1882. Ilyocryptus spinifer ingår i släktet Ilyocryptus och familjen Ilyocryptidae. Inga underarter finns listade i Catalogue of Life.